# Aschersleben
Aschersleben település Németországban, azon belül Szász-Anhalt tartományban. Lakosainak száma 26 416 fő (2023. december 31.).

## Népesség
A település népességének változása:
| Lakosok száma | 3213 | 17 391 | 27 104 | 28 627 | 37 163 | 29 679 | 25 637 | 27 701 | 26 328 | 26 416 |
|               | 1720 | 1875   | 1900   | 1925   | 1971   | 1995   | 2004   | 2014   | 2021   | 2023   |